# Neitojärvi
Neitojärvi är en sjö i Finland. Den ligger i kommunen Enontekis i landskapet Lappland, i den norra delen av landet, 900 km norr om huvudstaden Helsingfors. Neitojärvi ligger 318,4 meter över havet. Arean är 38,4 hektar och strandlinjen är 5,31 kilometer lång. Sjön  ingår i Kemi älvs huvudavrinningsområde.   Omgivningarna runt Neitojärvi är i huvudsak ett öppet busklandskap.